# Утринна слава
Утринна слава (на английски: Morning Glory) е американски драматичен филм с участието на Катрин Хепбърн и Дъглас Феърбанкс-младши. Хепбърн получава първия си Оскар за най-добра женска роля за ролята си на Ева Лъвлейс. По време на снимките тя получава $2500 на седмица.
Ева Лъвлейс иска да стане актриса и пристига в Ню Йорк от малко градче във Вермонт, носейки със себе си само едно писмо от Бърнард Шоу, в което той ѝ предсказва блестящо бъдеще. Тя е настроена много оптимистично и е решена на всичко за да попадне на театралната сцена. Избира славата пред любовта.